# Bandeira dos Países Baixos
A bandeira nacional dos Países Baixos é um dos símbolos oficiais deste país. Consiste em três faixas horizontais nas cores vermelho, branco e  azul. É a tricolor mais antiga ainda em uso.

## Projeto

### Descrição
A bandeira nacional dos Países Baixos é descrita no real decreto número 93, de 19 de fevereiro de 1937, e, na decisão ministerial número 182503/142779, de 16 de agosto de 1949 da seguinte forma:
1. A bandeira nacional possui um formato retangular.
2. É dividida em três faixas horizontais de igual largura.
3. Têm três cores oficiais: vermelho, branco e azul.
4. A primeira faixa, na parte superior da bandeira, é vermelhão brilhante e a segunda faixa, situada ao centro, é de cor branca. O azul-cobalto ocupa a terceira faixa, na parte inferior.
5. Têm proporção largura-comprimento de 2:3.

A bandeira dos Países Baixos apresenta uma grande semelhança com a bandeira do Luxemburgo. A única diferença entre as duas bandeiras nacionais é o tom de azul utilizado.

### Simbolismo
A bandeira é o símbolo da união e da independência do Reino dos Países Baixos.
O significado das cores é o seguinte:
- O vermelho, simboliza o povo.
- A cor branca representa a igreja.
- O azul simboliza a nobreza.

### Cores
O esquema de cores da bandeira nacional segue abaixo:
| Esquema     | Vermelhão brilhante | Branco        | Azul-cobalto       |
| ----------- | ------------------- | ------------- | ------------------ |
| Cromática   | X=18.3 Y=10.0 Z=3.0 | N/A           | X=7.5 Y=6.6 Z=25.3 |
| CMYK        | 0.84.77.32          | 0.0.0.0       | 76.50.0.46         |
| RGB         | (174,28,40)         | (255,255,255) | (33,70,139)        |
| Hexadecimal | #AE1C28             | #FFFFFF       | #21468B            |
| RAL         | 2002                | 9010          | 5013               |

### Construção e dimensão
As proporções laterias são 2:3.

## História
A origem da bandeira dos Países Baixos remonta o século XVI, quando o primeiro stadthouder da República Holandesa Guilherme de Orange juntou-se aos nacionalistas holandeses e liderou a luta pela independência da República das Sete Províncias Unidas. Em homenagem a ele, a primeira bandeira adotada pelos holandeses foi um tricolor horizontal nas cores laranja, branco e azul. A bandeira tricolor laranja, branco e azul foi baseada na farda de Guilherme de Orange e tornou-se conhecida como a Prinsenvlag ("bandeira do Príncipe"). Como a cor laranja era particularmente instável e tendia a ficar vermelho com o passar do tempo, em meados do século XVII, o vermelho foi adotado como cor oficial. Desde então a bandeira dos Países Baixos passou por outras versões até a versão atual da bandeira ter entrado em vigor pelo decreto real em 1937, quando os parâmetros da cor foram precisamente definidos. Sendo a primeira bandeira tricolor, teve uma influência seminal na bandeira de outros países, particularmente sobre a bandeira da Rússia.

## Bandeiras históricas

Bandeira dos Países Baixos Burgúndios (1384–1482)
Bandeira das Dezessete Províncias (1477–1556)
Bandeira do Príncipe (1572-1653)
Bandeira Holandesa (século XVI até 1810)
Bandeira da República Batava (1796-1801)

## Outras bandeiras

Estandarte Real dos Países Baixos
Bandeira naval de uso civil
Jaque da Marinha Real Neerlandesa
Bandeira do Ministério da Defesa dos Países Baixos
Secretário de Estado da Defesa dos Países Baixos (desde 1971)
Inspetor geral
Pendente da Marinha
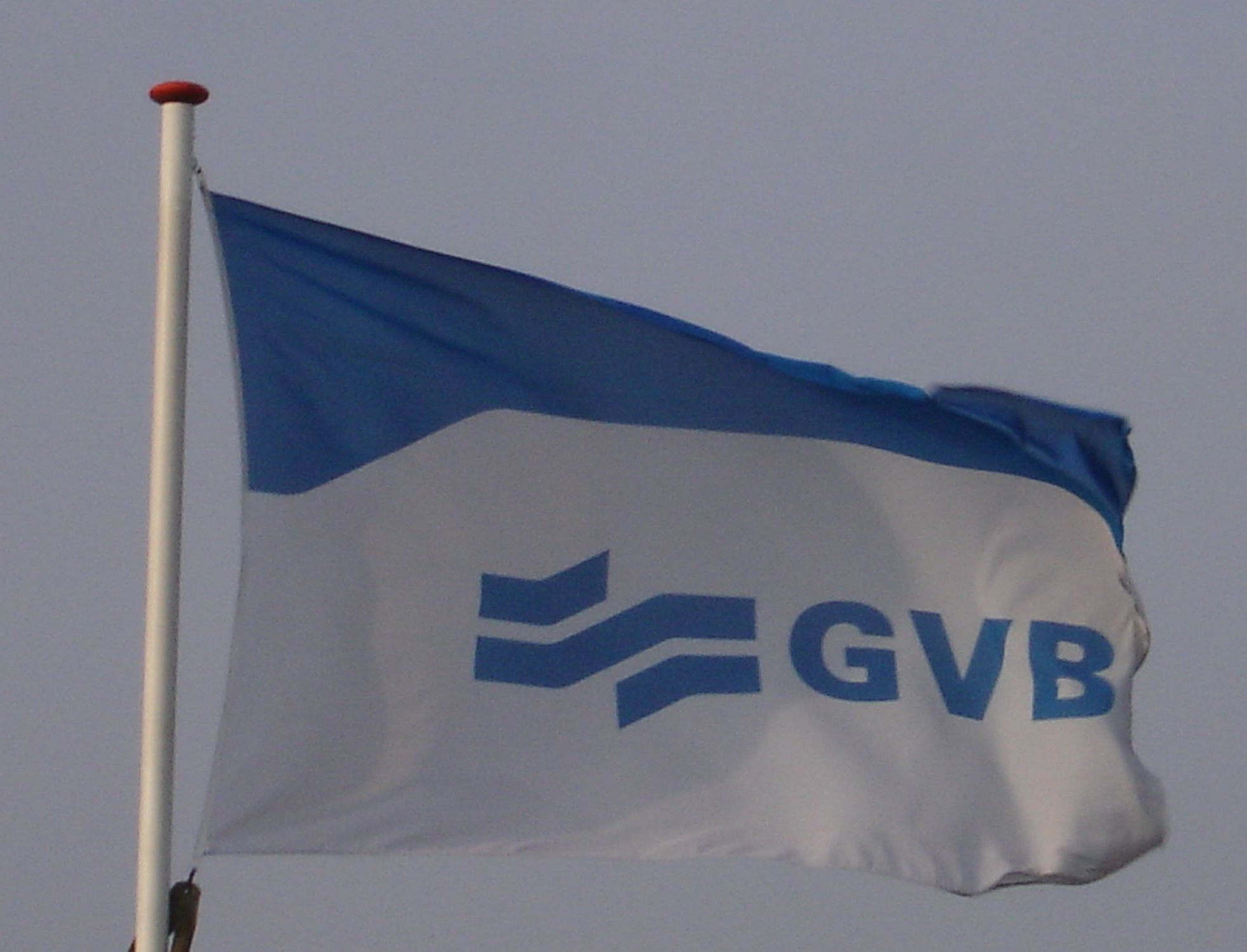
Bandeira da Empresa de Transporte Público GVB Amsterdam